# Monkey Business (1952)
Monkey Business (bra: O Inventor da Mocidade; prt: A Culpa Foi do Macaco) é um filme americano de 1952, do gênero comédia maluca, dirigido por Howard Hawks, e estrelado por Cary Grant, Ginger Rogers, Charles Coburn, e Marilyn Monroe.
O roteiro, baseado numa história de Harry Segall, foi escrito por Ben Hecht, Charles Lederer e I.A.L. Diamond.
Para evitar confusão com o famoso filme de mesmo nome de 1931 dos Irmãos Marx, este filme é as vezes chamado de Monkey Business de Howard Hawks.

## Elenco

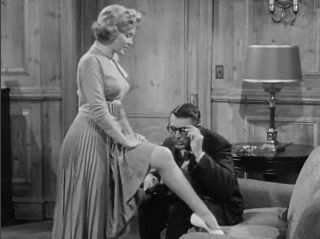
Marilyn Monroe e Cary Grant em Monkey Business

- Cary Grant como Dr. Barnaby Fulton
- Ginger Rogers como Edwina Fulton
- Marilyn Monroe como Lois Laurel
- Charles Coburn como Oliver Oxley
- Hugh Marlowe como Hank Entwhistle
- Henri Letondal como Dr. Jerome Kitzel
- Robert Cornthwaite como Dr. Zoldeck
- Larry Keating como G.J. Culverly
- Douglas Spencer como Dr. Brunner
- Esther Dale como Sra. Rhinelander
- George Winslow como Indiozinho

## Recepção

### Recepção da crítica
Hawks disse que não achava a premissa do filme crível, e como resultado, achou que o filme não ficou tão engraçado quanto poderia ter sido. O crítico americano Peter Bogdanovich apontou que as cenas com Cary Grant e Marilyn Monroe funcionaram especialmente bem e lamenta que Marilyn não foi a atriz principal, em vez de Ginger Rogers. No entanto, Gregory Lamb do jornal The Christian Science Monitor descreveu Rogers como "uma comediante por excelência" no filme.